# Lopótök

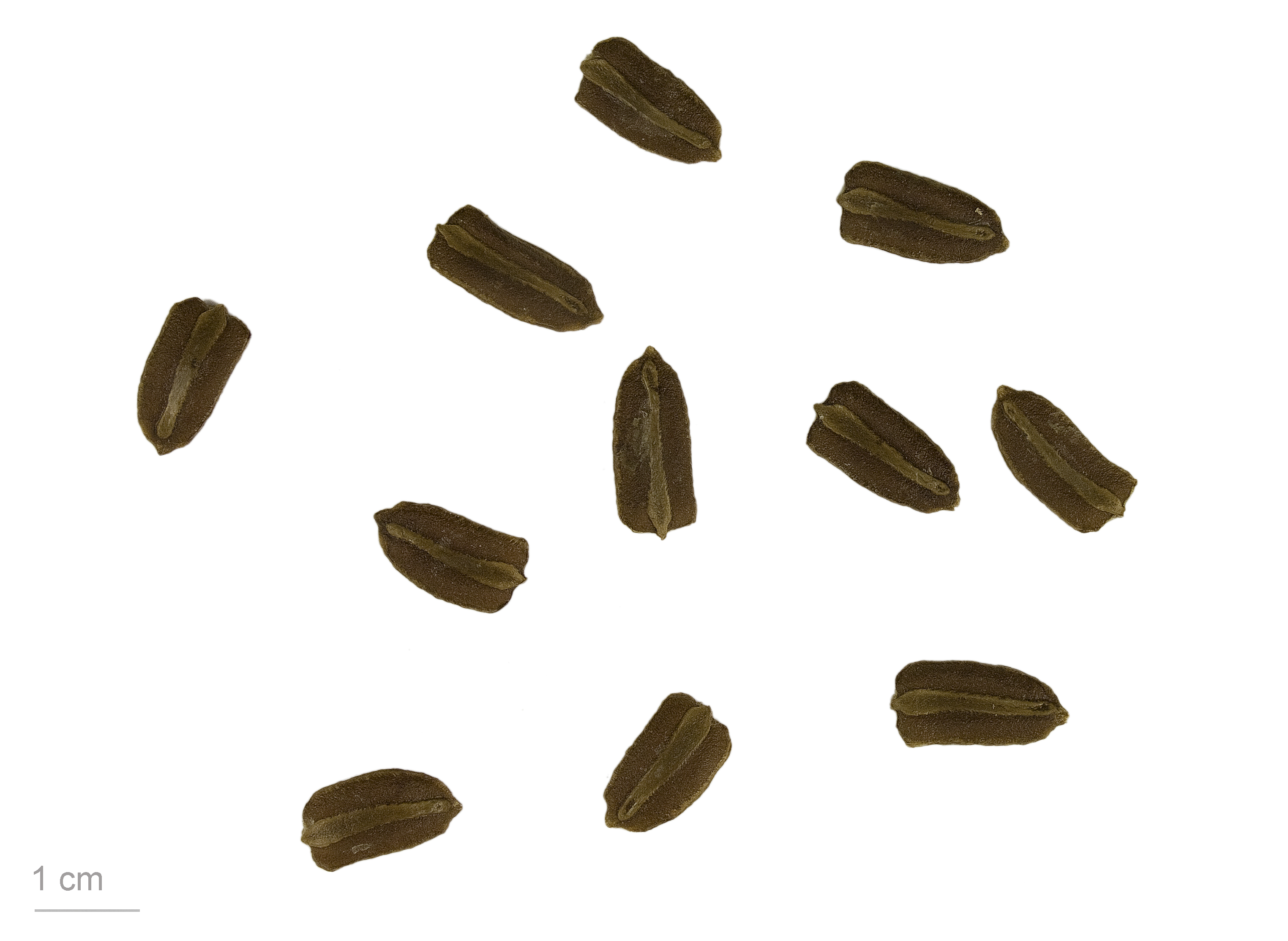
A Lagenaria siceraria var. peregrina változat magjai

A lopótök (Lagenaria siceraria), más neveken butykos tök, nyakas tök, szívótök, sáritök, flaskatök a tökfélék (Cucurbitaceae) családjába tartozó növény. Ázsiából vagy Afrikából származik. Ez az egyetlen olyan tökfajta, amit Európában már Amerika felfedezése előtt is termesztettek. Ételként való fogyasztása mellett eszközként is hasznosították az élet szinte minden területén: merítőedény, csörgő, hímvesszőöltözék, húros hangszer és borlopó. A borlopót a 19. század második felében üvegből is készítették hasonló formában. Az 1-2 liter nagyságú  borszívóra a német eredetű hébér, hévér (Stechheber) szavakat kezdték használni. Markó Imre Lehel nyelvész Kiskanizsai szótár című művében így szerepel: hébér ~ fn. 'lopó'. Az Isten mindönt mekterömtöt, csak az embör csinálla rá.  Mi az? Héberén a lik. Legtöbbször a Lagenaria vulgáris megszárított és átfúrt termése, újabban üvegből készül.

## Leírása
Egyéves, lágyszárú, könnyen fut és kapaszkodik. Gyökérzete orsógyökér, kiterjedt oldalgyökerekkel. A világoszöld fogazott levelek nagyok, kerekek, szíves vállúak, tompacsúcsúak, állásuk szórt, érdesek és molyhosan szőrösek. A levélnyél hosszú.
Babits Jónás könyve című műve a Bibliára támaszkodik, és a bibliai időkben még nem volt más tökfajta ismert ebben a térségben. Így a lopótök tulajdonságait olvashatjuk ki belőle:
  „egy nagylevelü töknek

    indái ott fölfutva egy kiszáradt,

    hőségtől sujtott fára, olyan árnyat

    tartottak, ernyőt eltikkadt fejére,

    hogy azalól leshetett Ninivére”
- (Részletes rajzos ábrázolás 1918-ból)

A lopótök virága hosszú nyélen ül, tőből szétterül, forrtszirmú, ötös szimmetriájú; pártacsöve nincs, színe hófehér.
Egylaki, váltivarú, ön- és idegenmegporzó.
Rovarok terjesztik trikolporát virágporát, melyben a retikulum perforált tektummá szélesedik.
A magok 5-7 évig csíraképesek, a vetéstől 8-14 napra kelnek ki. Ezermagtömegük 80-120 g, a magok csírázóképessége 70-80%-os. A teljes tenyészidő a kiszáradásig 140-190 nap.

A lopótök sajátos vonása a többi tökökhöz képest, hogy a virágok estefelé nyílnak. A levelek és hajtások pézsmaszagúak.

A rostos, salakanyagokban dús tökhús 85-95%-át víz teszi ki, de szénhidrátokat, fehérjét, kalciumot, vasat, „A” elővitamint, B-vitaminokat és C-vitamint is tartalmaz. Az ehető bél energiatartalma igen alacsony: 20 kcal/100 g.

## Származása, elterjedése
A trópusokon és a szubtropikus területeken általánosan ismert kultúrnövény, származási helyét egyes források Afrikaként, mások Ázsiaként jelölik meg. Könnyen elvadul. Eredetileg is vad, nem csupán elvadult lopótököket csak nem olyan régen, Zimbabwe területén sikerült azonosítani. Ennek az ősi lopótöknek a termése vékonyfalú, nem tűr hosszabb tengeri hányódást. A mai lopótök vastag, vízálló falát a háziasításnak köszönheti.
Európában már Amerika felfedezése előtt is termesztették a lopótököt, míg a többi tökfaj termesztését Amerikából vettük át.
Jelentősége ma nálunk már természetesen nem olyan nagy, mint a technikailag kevésbé fejlett időkben és helyeken volt, de Walahfrid von der Reichenau (Strabo) (808–849) reichenau-i apát és költő, a karoling királyok tanácsadója latin nyelvű Hortulusában még az ideális kert 23 növénye egyikeként ismerteti: hosszasan, költőien és mégis gyakorlatiasan.

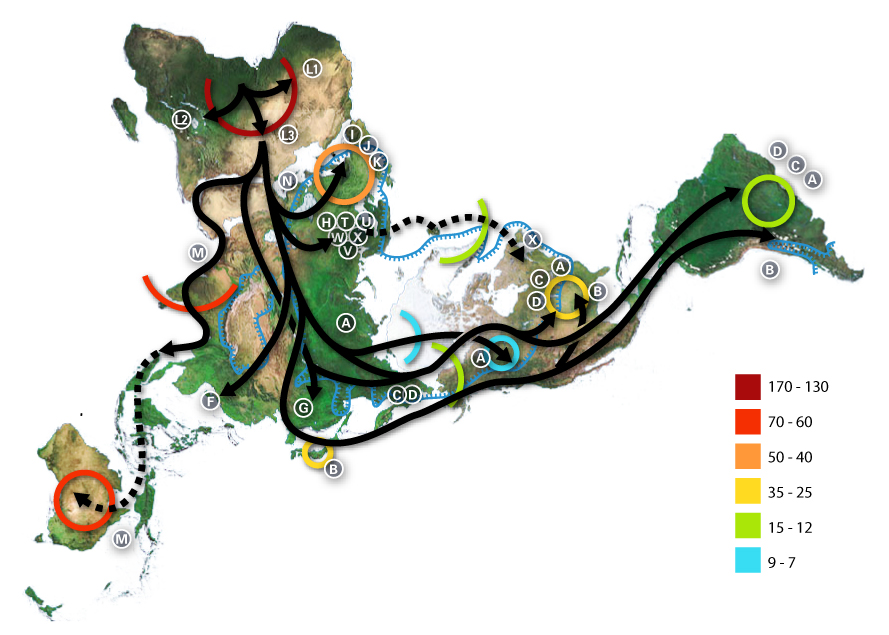
Az emberek vándorútja a kontinenseken keresztül

A legújabb kutatások afrikai őshazára és két egymástól független, előbb egy 8–9 ezer évvel ezelőtti ázsiai háziasításra és egy ettől független négyezer évvel későbbi afrikai újraháziasításra utalnak.
A lopótök rejtélye, miszerint ez az afrikai eredetű faj már meglepően korán kimutatható Amerikában, sokáig megnehezítette annak megértését, hogyan is ment végbe a háziasítás az amerikai kontinensen. Genetikai és régészeti kutatások, melyek eredményét 2005 decemberében, a National Academy of Sciences közleményeiben tették közzé, arra utalnak, hogy a lopótök és a kutya háziasítása korábbi, mint az élelmiszernövényeké vagy a többi haszonállaté, és hogy mindkettőt a legutóbbi jégkorszak végén a paleoindiánok vitték magukkal az új világba, amikor benépesítették Amerikát. Feltehetően csónakokon vagy gyalogosan, az akkor még meglevő szárazföldi úton vitték át Ázsiából Amerikába az emberek, sőt az sem kizárt, hogy egyszerűen átsodródtak a vastagfalú tökök a Bering-szoroson. Körülbelül nyolcezer évvel ezelőtt már Amerika széltében-hosszában termesztették.
A háziasított lopótök héja a vadéval ellentétben vastag és vízálló. Könnyűségénél fogva minden emberi beavatkozás nélkül is nagy területen képes elterjedni, ugyanis a magok akkor is csírázóképesek maradnak, ha a termés hosszú ideig sodródik a tengerben. Erre támaszkodott az az utóbbi 150 évben uralkodó elmélet is, hogy a tökök az Atlanti-óceánon keresztül sodródtak át Afrikából Amerikába. Az azonban, hogy az emberek a magokat huzamosabb időn keresztül begyűjtötték, tárolták és elvetették, genetikailag is kimutatható és a formákban is megmutatkozó változásokhoz vezetett mind Ázsiában, mind Afrikában. Ez azonosíthatóvá tette az egyes területek lopótökjeit. A vizsgálatok pedig azt mutatják, hogy az amerikai régészeti leletek között talált lopótökök jobban megfelelnek a mai ázsiai lopótökalfajoknak, mint az afrikaiaknak.
Az az elmélet, hogy a lopótököt Amerikába Ázsián keresztül az emberek vitték magukkal, csak egy kérdést hagy nyitva: miért nem találtak eddig Észak-Amerika nyugati részén is erre utaló leletet?

## Termesztése

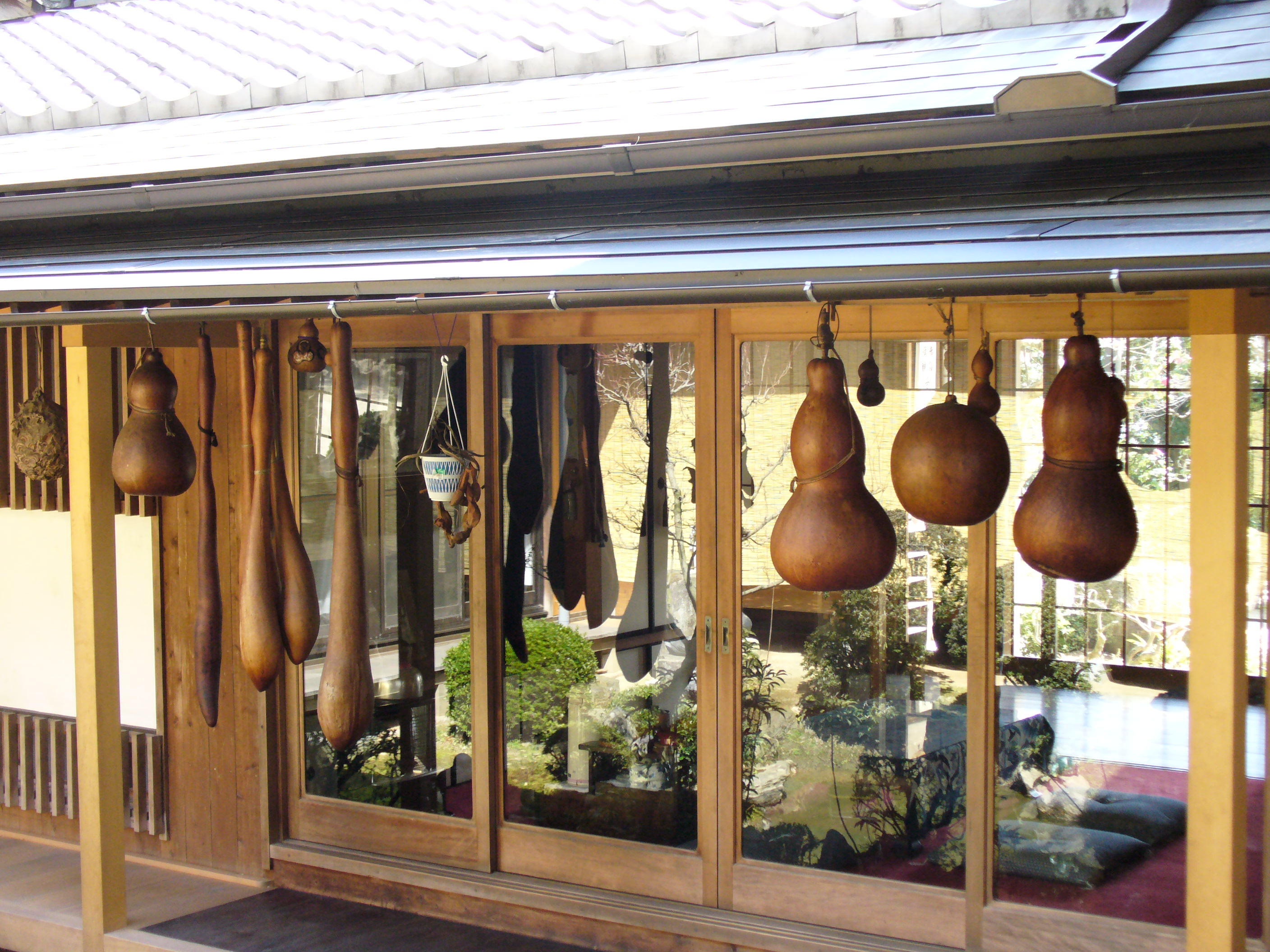
Felfüggesztett termések egy japán épület eresze alatt. A töknek nem árt meg a fagy, de a magoknak igen. Széljárta vagy jól szellőztetett hely a legalkalmasabb a szárításra

Melegkedvelő, 12-15 °C fölött csírázik, de 10-15 °C-on már nem. Az indának és a zsenge termésnek megárt a fagy, a kifejlett termés azonban tovább érik. Legjobban a 25 °C feletti hőmérsékleten fejlődik. Bár kedveli a vizet, a túl sok víz késlelteti a beérését. Jó műveléssel viszonylag szárazon is termeszthető. A mély rétegű, középkötött vályog-, homokos vályogtalajt kedveli. A vegetatív növénytömeghez mérten kívánja meg a trágyázást: fészkesen, 2-4 lapát jól érett istállótrágyával. A trágyát fészkenként 25–30 cm mélyen keverik össze a gödör talajával.
Április közepe és vége között üvegházban vagy az ablak belső párkányán már vethető. A magok csírázását meggyorsítja ha egy éjszakára be vannak áztatva. A vetésmélység 2–3 cm. Az egyenletes nedvesség mellett szobahőmérsékleten és világos helyen nevelt magoncok a fagyosszentek elmúltával szélvédett helyre kiültethetőek. A fiatal növénykék az éjszaka támadó csigáktól védelemre szorulnak.
A többi tökféléhez hasonlóan a lopótök is a tápanyagokban gazdag talajt kedveli (komposzt, érett trágya). Fontos, hogy bőségesen kapjon napot, különben fejletlen és sápadt indákat hoz és nem termékenyül meg. Nagy felületet vesz igénybe, de 1 méter távolság általában már elegendő. Egy délre néző fal elé ültetve különösen jól fejlődik. Támasztékra van szüksége. A talaját védeni kell a kiszáradástól. Ennek lehetőségei a talaj „mulcsozása” vagy lombbal, komposzttal való befedése. Pergolára, kapuívre, kerítésre, vízszintes tartókra is felfuttatható. A sövények és a fák is alkalmasak támasztéknak, feltéve, ha a lopótök így is akadálytalanul kap napot, és a terméseknek elég helyük van a fejlődéshez. Walahfrid von der Reichenau (Strabo) 827-ben írott latin nyelvű verses könyvecskéjében olyan kolostorkertet ír le, ahol a felfuttatott tökök égerfákról csüngenek le. A felfüggesztve kifejlődő termések egyenesebbek, hosszúkásabbak lesznek, a földön kúszó növények termése girbegurba.
A lopótök magja a kereskedelemben is kapható, de az érett tökből kiszedhető a vetni való mag úgy, hogy a tököt tárgyak készítésére továbbra is fel lehessen használni. Az érett mag kemény, többnyire sötét színű, bár vannak világos magvú változatok is. Szárazon és hűvösben tartva több éven keresztül is megtartja csírázóképességét.

A kereskedelemben kapható vetőmagkeverék, többféle változat magvát tartalmazza. Mivel a lopótök idegenmegporzó, a második nemzedék meglepetésekkel szolgálhat.

Fólia vagy üveg alatt termesztésnél kézi beporzás szükséges. A virágok alkonyatkor nyílnak, ez a kézi beporzás legmegfelelőbb időpontja is. Mivel másnap délelőtt a virágok hervadni kezdenek, a beporzás a reggeli óráknál tovább nem halasztható.

A vegetációs időszak 110–220 napig tart, fajtától függően.

## Felhasználása

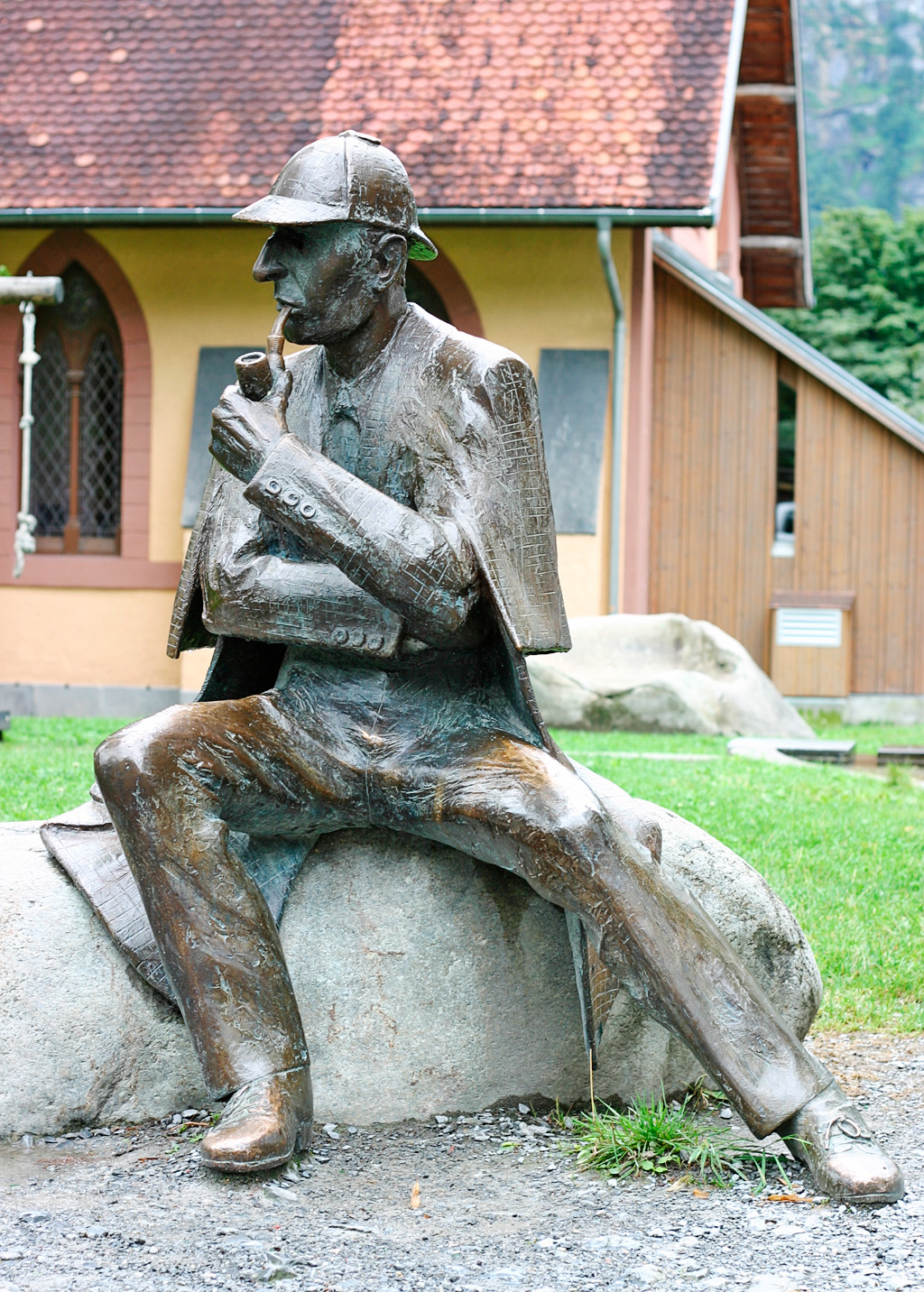
Sherlock Holmes szobra. A kalabass pipa egy Sherlock Holmes-attribútum

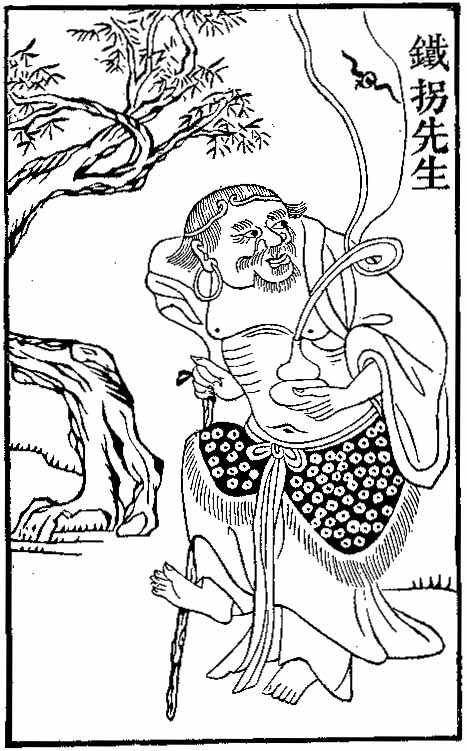
Li Teguai kezében a rá jellemző gyógyszertartó tökkulaccsal és vas vándorbottal. A tökkulacs szájából Li Teguai lelke (hun) gomolyog ki

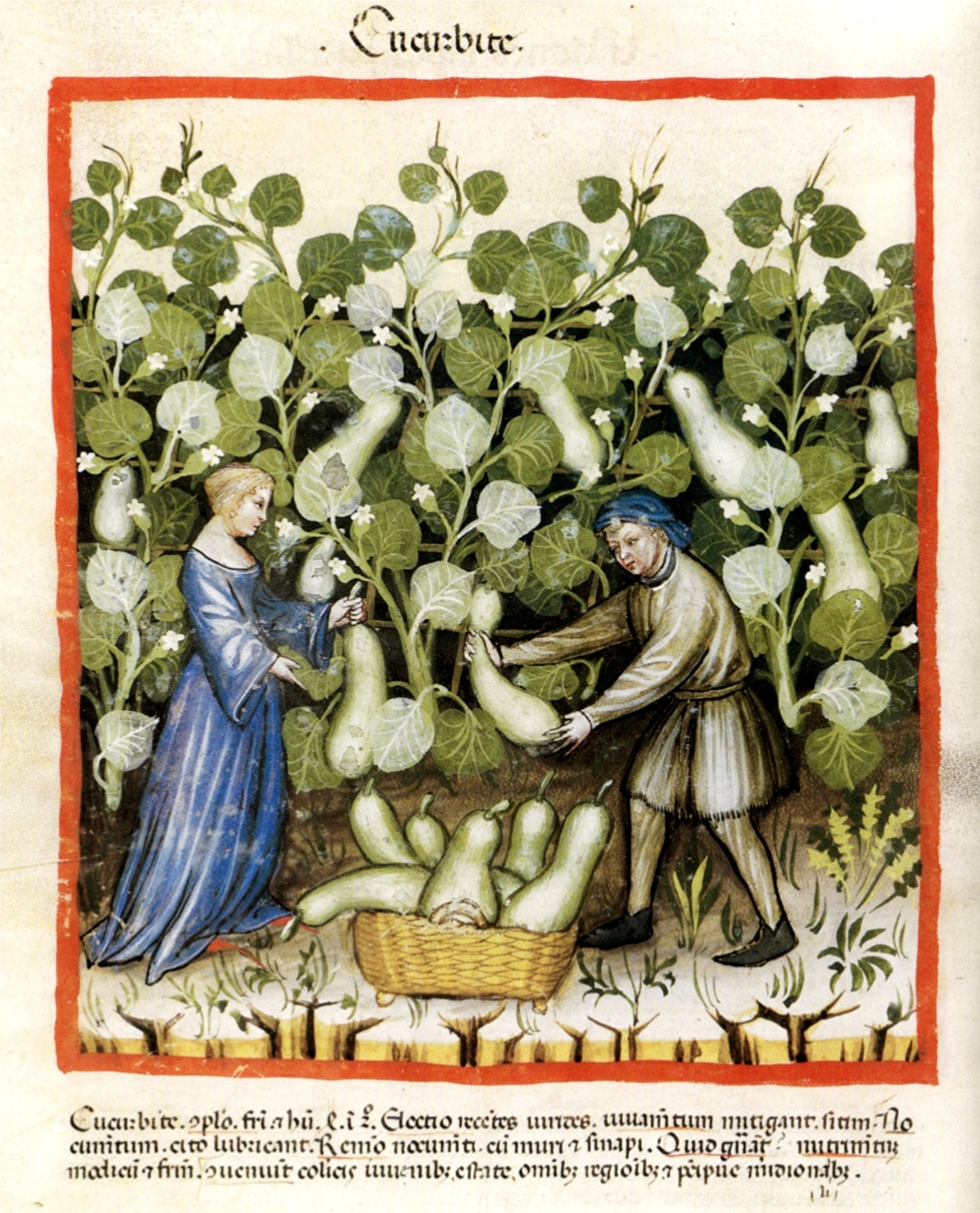
Egy miniatúra az 1390 körüli Tacuinum sanitatis in medicina-ból. A kép a lopótök begyűjtését ábrázolja, a szöveg az orvosi alkalmazást írja le

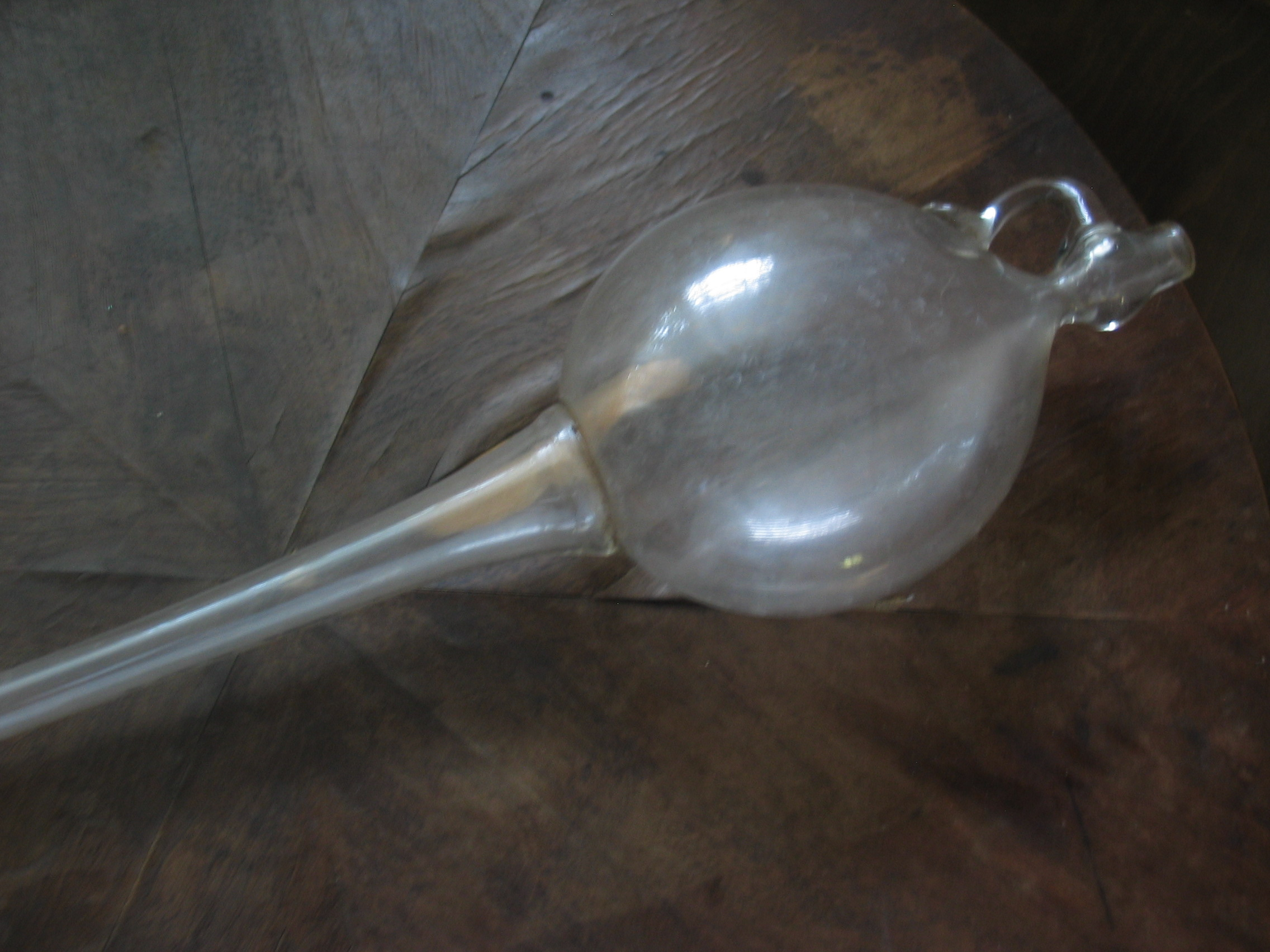
A lopótökből készült hébér vagy más néven borlopó 2-3 év alatt elenyészik, mert belső fala megpuhul, ezért üvegből utánozzák

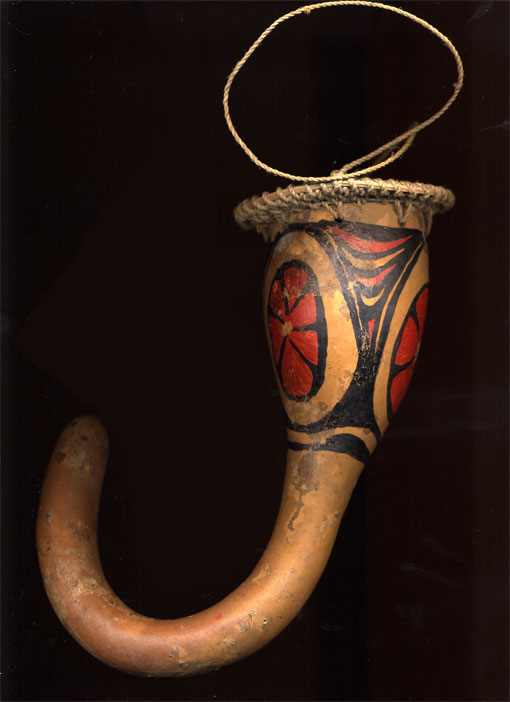
Koteka – Pápuai péniszöltözék mint emléktárgy

### Szedése, kikészítése
Étkezési célra csak a keserűanyagtól mentes változatok alkalmasak. A még zsenge termések már körülbelül három hónappal a vetés után folyamatosan szedhetőek. A túl erős hajtások csúcsát 2-3 levéllel együtt levágva főzeléket lehet belőle készíteni.
Aki a tökökből tárgyakat készít, bevárja az érettség jeleit, amíg
- a szár: megsárgult, megbarnult, kissé üveges,
- a termés héja: megvastagodott, megfásult, megsárgult,

és csak ekkor vágja le a termést szárastól.
Az ültetésre szánt magok érdekében a tököket az első őszi fagyok előtt begyűjtik. A magtól eltekintve a már beérett tököknek nem árt meg a fagy.

Széljárta de meleg helyen, padláson, üvegházban, fészerben, pajtában függesztik fel a termést egyenként, a szárnál fogva. Az érett termés húsa szivacsos szerkezetű, alacsony hőmérsékleten vagy magas páratartalom mellett könnyen megpenészedik, és ez a felszínen szabálytalanságokat okoz. Ezt megelőzendő kaparják le az epidermiszt óvatosan. Minél gyorsabban szárad ki a termés, annál kevésbé változik meg a színe. A száradás alatti penészedést előzik meg egy 3%-os hiperolos vizes lemosással.
A száradás után egy lyukon át szedegetik ki a magokat. A „vattás” anyagrészt, a tök belét, egy kampós kemény dróttal kapargatják le. A külső felület esetleges szennyeződéseit, barnás foltjait finomabb csiszolópapírral csiszolják le. Ezután egy bórax és víz keverékével (1:3) való lemosás őrzi meg a színeket. Van, aki vízben oldható viasszal dörzsöli be.
A díszítéseket karcolással, spanyolozással, véséssel vagy metszéssel viszik fel a tökökre. Van aki a vonalakba színezett méhviaszt, tust, faggyúval kevert kormot dörzsöl, hogy a kontraszthatást fokozza. A lopótököt ezután, még nedves állapotban, gyorsan letörlik egy ruhával, így a tus és a korom a kivésett vonalakba beivódik, a többi részen azonban megmarad a lopótök eredeti színe. A kínai virágos tücsökdoboz úgy készül, hogy a termés felületét először pirosra festik, azután véséssel díszítik.
Hawaii-on manapság vastagra főzött kávét töltenek a lopótökbe, ezzel helyettesítik a korábban a fák kérgéből készített festéket. A tök legkülső héját a világosnak szánt helyeken lehúzzák, itt a hegesedés folytán nem párologtat tovább a tök, a többi helyen azonban három hétig gyülemlik fel a felszín alatt a felszívott festék. A külső felületet óvatosan lekaparva teszik láthatóvá a sötét mintát. Mivel ehhez az eljáráshoz élő, lélegző termés kell, a tököket akkor szedik le, amikor azok még zöld színűek, de a száruk már barnulni kezd.
A lopótököt elsősorban égetéssel és faragással szokták díszíteni, de az is előfordul, hogy a növekvő termést kötözéssel kényszerítik arra, hogy a készítendő szerszám vagy ékszer formáját fölvegye.

### Kultikus és használati tárgyak világszerte
Az érett termés vízhatlanságának és rendkívüli forma-, textúra- és színgazdagságának köszönheti népszerűségét világszerte. Sokrétűen felhasználható, alkalmas élelmiszer tárolására, ékszerdoboznak, edénynek, merítőedénynek, többféle szerszámnak, úszónak a halászhálókhoz. Zeneszerszámot, dohánydobozt, pipát lehet belőle készíteni. Észak-Amerikában a madaraknak ajánlják fel fészkelőhelyül.
Salamon király visegrádi fogsága idején este az ablakokban töklámpát helyezett el, időtöltés és jeladás céljából.
Kínában tücskök ketrecéül szolgál, az óceániai szigetvilágban maszkokat faragnak belőle.
A japán teaszertartás nagyobbik, téli faszéntartója, a szumitori hagyományosan egy nagyméretű lopótökből készül. Belülről lakkozzák, papírral bélelik ki, esetleg természetes formájában hagyják, ami a japán teaszertartás szellemének is jobban megfelel.
A kalebass vagy kalabass pipa szárát a lopótök szárából és termésének egy részéből készítik. A pipa feje azonban, hogy el ne égjen, tajtékból készül.
Kebiben (Északnyugat-Nigéria) a négynapos Arungu Halászati Fesztiválon, amiből újabban a nők ki vannak zárva, halászok ezrei gázolnak egyszerre a folyóba hogy a legnagyobb hal kifogásában vetélkedjenek. Hagyományos eszközeik: egy háló és egy lopótök.
- BBC Képsorozat a halászatról lopótökkel

A kiszárított termés vízállóságát és könnyűségét használják ki Indiában, amikor bójaként használják, illetve arra, hogy a folyókat átúszva a cókmókot beletegyék. A kiszárított termésből készült palack a fakírok kelléke.
Az északkelet-indiai karbi kultúrában fontos szerepe van bong néven a lopótöknek. Hitük szerint lopótök magja a karbik ősétől és teremtő istenétől, Songsar Rechotól kapott ajándék. A tökmagot máig a törzs sajátos kincsének tekintik. A rizssört, a kúppá sodort fle-fle (Premna latifolia Roxb.) leveleket és a lakodalmak hagyományos, bambuszból készült italát is lopótökökben tartják.
Az utóbbi időkben több kézműves felfedezte a lopótököt mint alapanyagot különleges művészeti lámpak készítésére. Töklámpák többek között Magyarországon, Törökországban, Japánban és Kínában készülnek.

### Tökkulacs
A tökkulacs és a vándorbot szerte a világon a zarándokok és vándorok jelképévé vált, így például Loyolai Szent Ignácnál, és idősebb Szent Jakabnál is.
Szent László király katonái kivájt tökedényből itták a bort Béltek falu határában. Magyarországon a földeken dolgozó emberek főleg Cegléd környékén használták a lopótököt ivóvíztárolásra, mert ott nem állt rendelkezésre jó minőségű agyag, hogy hőszigetelő víztartót készítsenek belőle, a lopótök pedig megtermett a kerítésen.
A régi Kínában kulacsként szolgálva kísérte el a vándorokat, a koldusokat és a kereskedőket egyaránt. A kínai Nyolc halhatatlan egyike, Li Tieguai (李鐵拐) nem csak a gyógyszereket adagolja egy lopótökből, de az éjszakáit is abban tölti.
Tiszteletére szokás volt az 5. holdhónap 5. napján egy papírból kivágott lopótök-ábrázolást az ajtó fölé függeszteni.
Az ázsiai ún. zarándok-kulacsok még akkor is megőrizték ezt a jellegzetes formát, amikor már például bronzból készültek. Sőt, még a tökkulacs felfüggesztéséhez használt zsinórzat is felismerhető a bronztárgy ornamentikáján, elég ehhez összehasonlítani egy mai mexikói tökkulaccsal. A Földközi-tenger térségében is számos példa van arra, hogy az immár kerámia tárgyak továbbra is a lopótök formáját követik.
A növény angol nevében meghatározó a flaska funkció: „gourd bottle” – tökkulacs, „bottle gourd” – lopótök. Mexikóban ma is szívesebben használják a tökkulacsot mint a műanyagból készültet, mert azt tartják, hogy így hűvösebb marad a víz és az íze is jobb.

### Borlopó és vízlopó
A mai üvegből készült hébér vagy borlopó elődje Ausztriában és Magyarországon még nem is olyan régen lopótökből készült. A lopótököt úgy készítették elő borszívásra, hogy egy hosszú szárra nevelt termés magjait kivájták, drótot tüzesítettek, azzal fúrták ki a szárat. Használata: A lopó hosszú szárát dugják be a hordóba, rövid végén megszívják, amíg az öblös rész kellően megtelik. Egy-két liter folyadékot lehet vele felszívni. A rövid vég befogása után a lopótök kihúzható a hordóból anélkül, hogy a bor kicsurogna. A felső, rövid vég szabadon hagyásával vagy újra befogásával lehet irányítani, mikor csurogjon ki a bor a alsó végen, mikor ne. A lopótök könnyen megecetesedett, ezért szorította ki mára az üvegből készült mása. Középkori adatok arra utalnak, hogy a lopót, ill. az alapanyagául szolgáló növényt jelöli a valószínűleg kun-besenyő eredetű kabak, kobak szó is.
Empedoklész (i. e. 495 – i. e. 435) ókori görög filozófus a lopótök (görögül klepszüdra, a.m. „vízlopó”) használatának megfigyelésére alapozva mutatta meg először, hogy a levegő nem űr, hanem hatást kifejtő létező. A vízzel teli lopótökből nem folyik ki a víz, amíg a lopótök tetején a nyílást befogva tartjuk.
Sajátos szerepet játszott a klepszüdra a görög igazságszolgáltatásban: a kicsurgó víz szabta meg az egyes beszédek megengedett idejét. Súlyosabb esetekben, például ha valakinek az élete forgott kockán, telitöltötték, máskülönben csak részben töltötték meg. Aki hosszabb ideig szeretett volna beszélni, az további vízért folyamodott. A szünetek idejére a felső nyílást viasszal tömték be, azzal állították meg az idő folyását.

### Fallikus ábrázolások és koteka
A római Villa Farnesina tetőfreskója (1515-1518) girlandjain öt tökfajta virágának és termésének ábrázolását szemlélhetjük meg. Leggyakrabban a lopótök van megfestve, termése 37-szer fordul elő. Az azonosítást a formaváltozatosság ellenére egyértelművé teszi a tökökkel együtt ábrázolt fehér virág. Az ábrázolások egy része konkrét termésekről készülhetett. A fantázia szülötte lesz azonban az a hosszúkás lopótök, amelyik egy fügébe hatol be. A lopótök fallikus ábrázolása a kor más festményein is megtalálható, példák erre a vatikáni Raffaello-termekben látható 1517–1519-ben festett keretmotívumok (Giovanni da Udine munkája), valamint a Villa Medici és a Villa d'Este dekorációja.
Egy mai európai ember számára talán bizarrnak tűnő felhasználást talált a lopótök a pápuáknál.
A nyugat-pápuai férfiak a díszes kotekába a férfiasságukat öltöztetik, de manapság már csak a vallási ceremóniák alkalmából. A hímvesszőre húzott koteka másik végét egy madzaggal kötik a koteka hosszától függően a derekukhoz vagy pedig a nyakukhoz. A koteka méretének és formájának megválasztása nem egyedi, hanem alkalmazkodik a kulturális csoport szokásaihoz. A lopótökre növekedésekor köveket függesztenek, így érik el a kívánt hosszát.

### Hangszerek
A lopótök mint kemény, vékony falú, üreges test nemcsak folyadékok, tárgyak tárolására, szállítására használható, de az üregébe zárt levegő rezonanciája, sajátrezgése révén fúvós, pengetős és ütőhangszerek részeként is szerepet kaphat. Több mint 60-féle hangszer készül a lopótökből.
A brazíliai zenei íj, a berimbau elengedhetetlen tartozéka egy 10–20 cm átmérőjű kivájt tök, ami a hangszer rezonátoraként szolgál. A játékos a rezonálóképességet úgy változtatja meg időnként, hogy a tök nyitott oldalát a testéhez szorítja.
- A berimbau hangja

Herman Ottó így említi a Zala vármegyében gyűjtött lopótöktestű, tollsíp-fúvókájú regössíppot: „dudaszavú, hangzó öble szerint pedig a sáritökhöz kötött hangszer”.
A latin-amerikai indiánok másfajta hangszerré formázzák a lopótököt:
a maracas vagy rumbatök párosával használt csörgő hangszer. A lopótököt erre a célra először kivájják, majd megtöltik magvakkal vagy kaviccsal, nyelet is erősítenek rá. Két kézzel váltakozva, lökésszerűen játszanak rajta, de lehet folyamatosan is rázni (tremoló).
Rövid, éles, csattanó hangot kapunk a megütött ,„hirtelen leejtett” maracas segítségével.
- A rumbatök hangja

A maracas mellett az afro-latin zene fontos hangszere a güiro: a kitisztított, üreges, hosszúkás formájú lopótökön sűrűn keresztben futó rovátkák vannak, melyeken egy pálcát húzogatnak végig. A hangszer surrogó, recsegő, kerregő hangot ad.
A sekere egy „kifordított maracas”, a magvak nem a tök belsejében, hanem kívül vannak egy hálóra felfűzve. Ütögetéssel, rázással, a háló forgatásával, cibálásával lehet megszólaltatni. Nyugat-afrikai eredetű, de az afro-latin zenében is népszerű.
Az egyik lopótök változat adja az indiai kultúra jellegzetes hangszerének, a szitárnak a testét, de a kígyóbűvölők nádnyelves hangszerének szélsapkája is kivájt kabak.
- (George Harrison szitár leckét vesz Ravi Shankartól – video[halott link])

Az afrikai lanthárfa, a kora teste is egy hatalmas kiszárított, kivájt tökből készül, melyre bőrt feszítenek.
- ( Koramuzsika, hallhatóan)
- (Fotósorozat a kora készítéséről)

A balafon, azaz az afrikai xilofon guineai változata diatonikus, Bukina Saboban pentatonikus. A fából készült hangkeltő testek hangmagasságának megfelelő méretű rezonátorokat a lopótök termése adja. Minden tökrezonátoron van legalább egy kis átmérőjű nyílás, amit egy vékony hártyával, hagyományosan egy pókféle tojásának a burkából készült anyaggal fednek be. Ennek a hártyának a zizegése a kazoohoz, vagy a fésűhöz szorított selyempapírhoz hasonlóan dúsítja a hangot, ami néha akár a torzítós elektromos gitárhoz hasonló hangzást is eredményezhet.
- ( Balafon hallható)

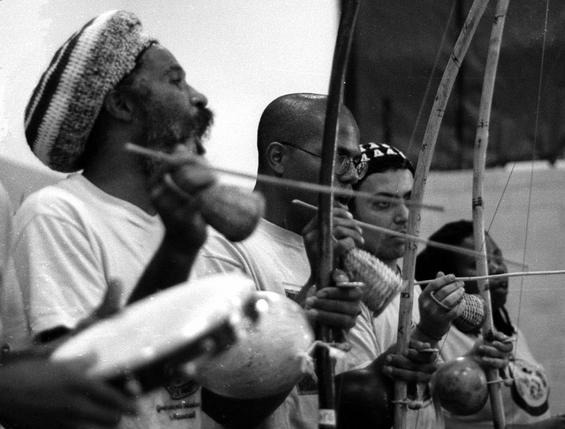
Három berimbau és egy pandeiro
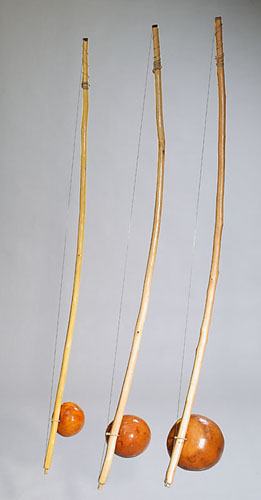
Berimbau – három hangmagasságban
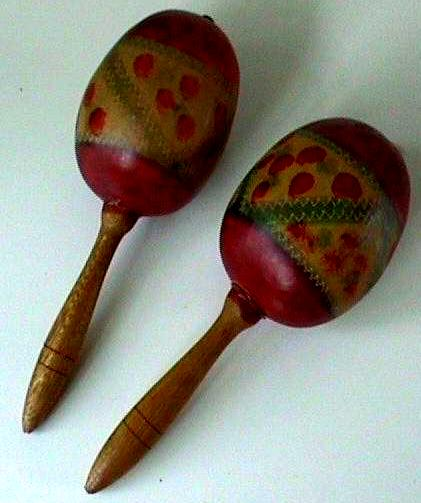
Maracas vagy rumbatök
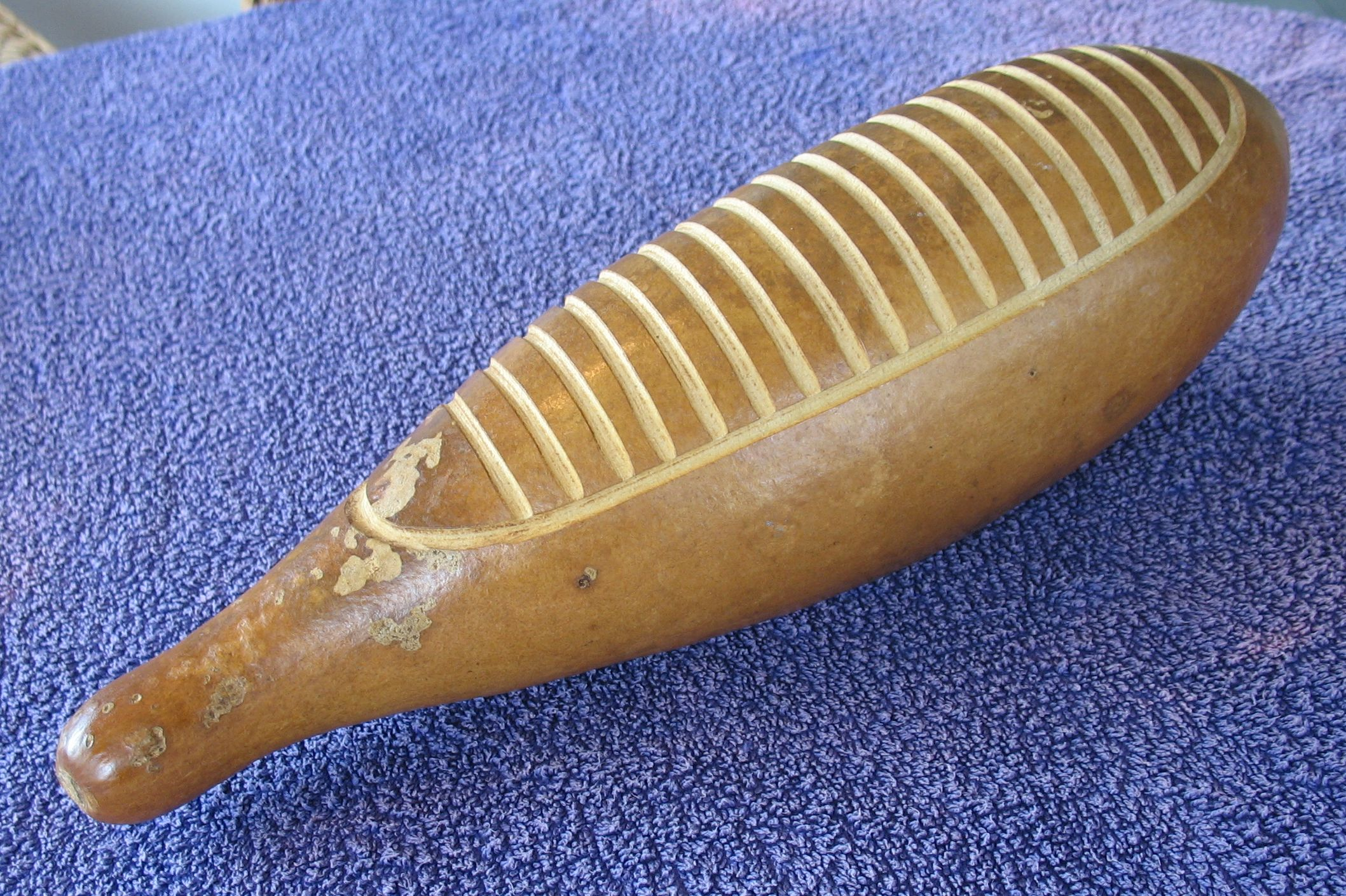
Kubai guiro
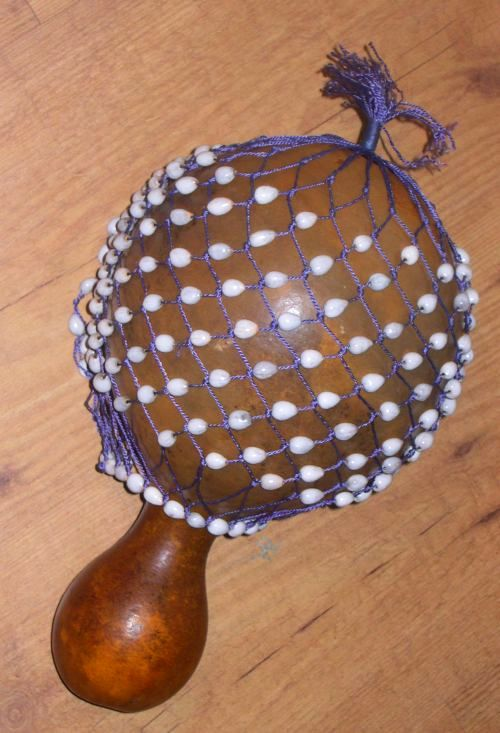
Sekere
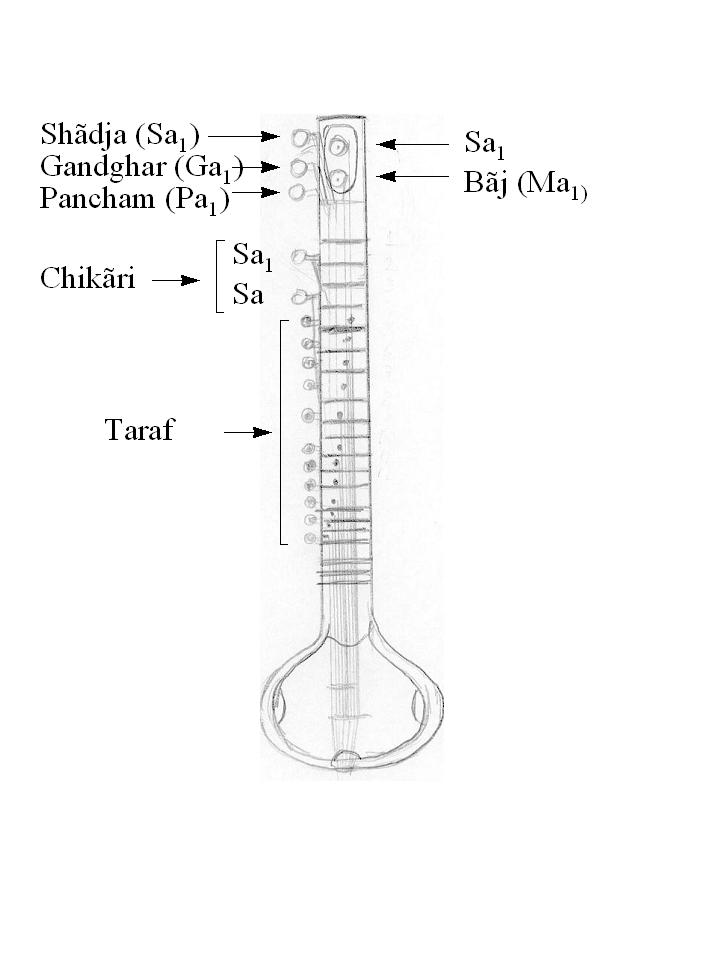
A szitár szerkezete
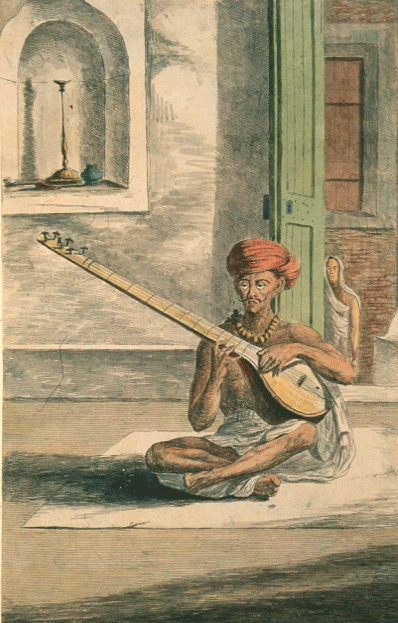
Rézkarcábrázolás szitárral a 18. századból
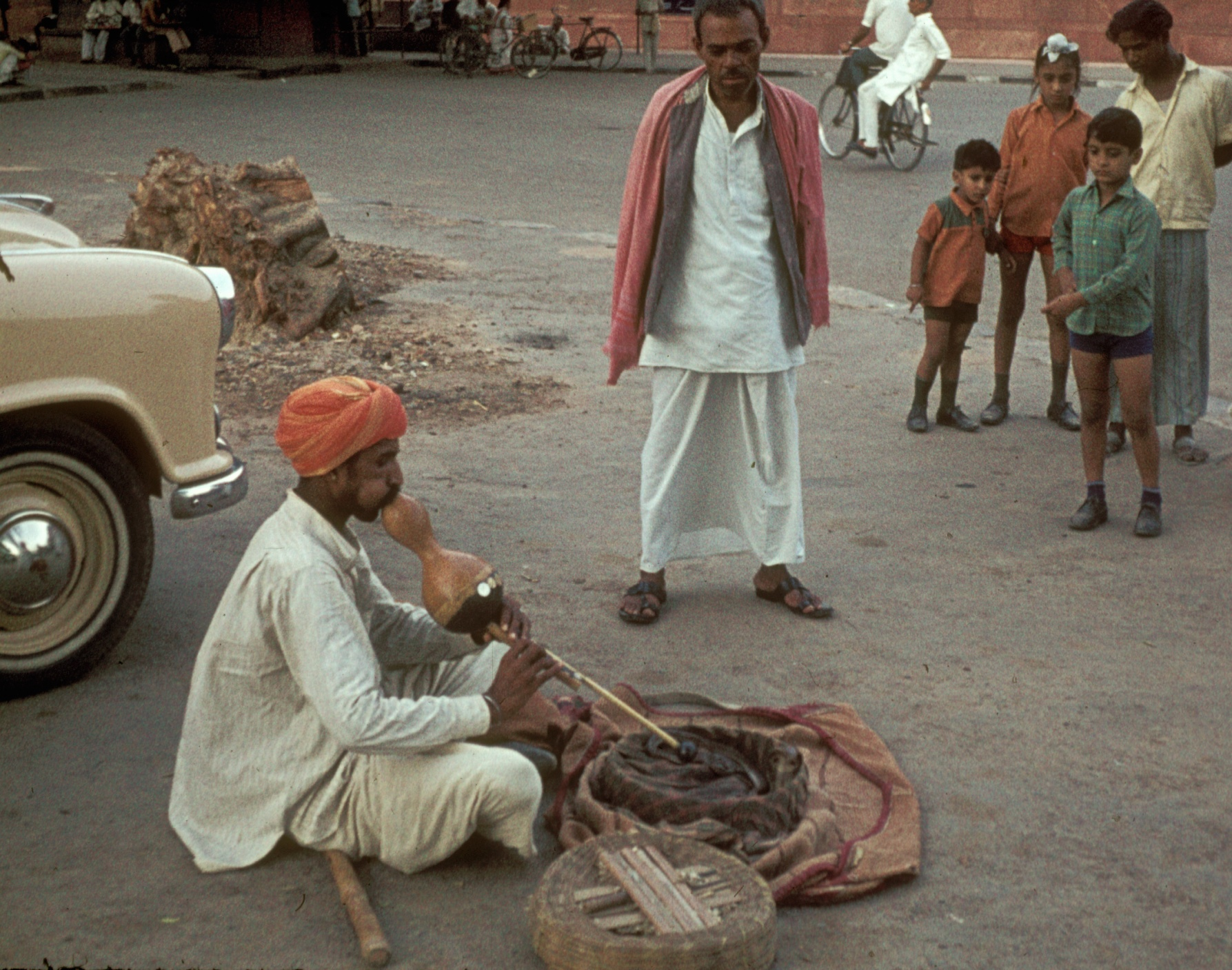
Egy kígyóbűvölő 1973-ban, Delhiben.
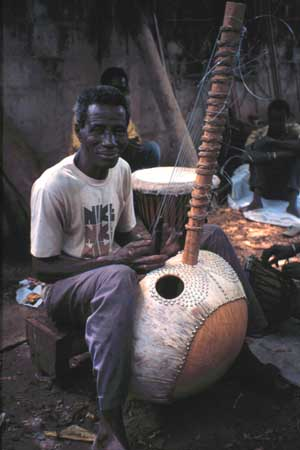
Afrikai Kora
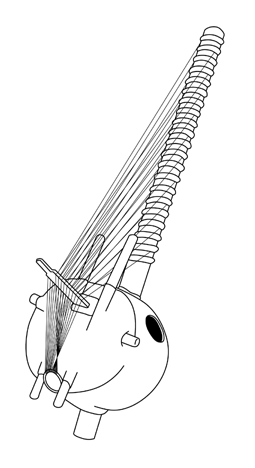
A kora szerkezete
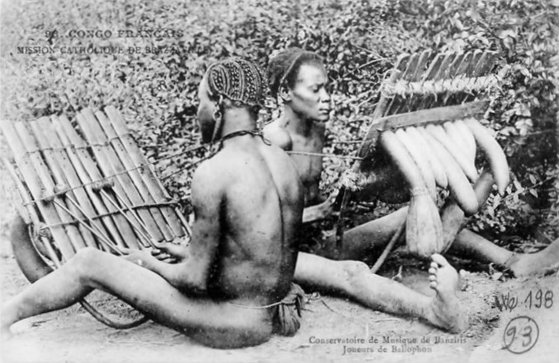
Afrikai balafon-játékosok
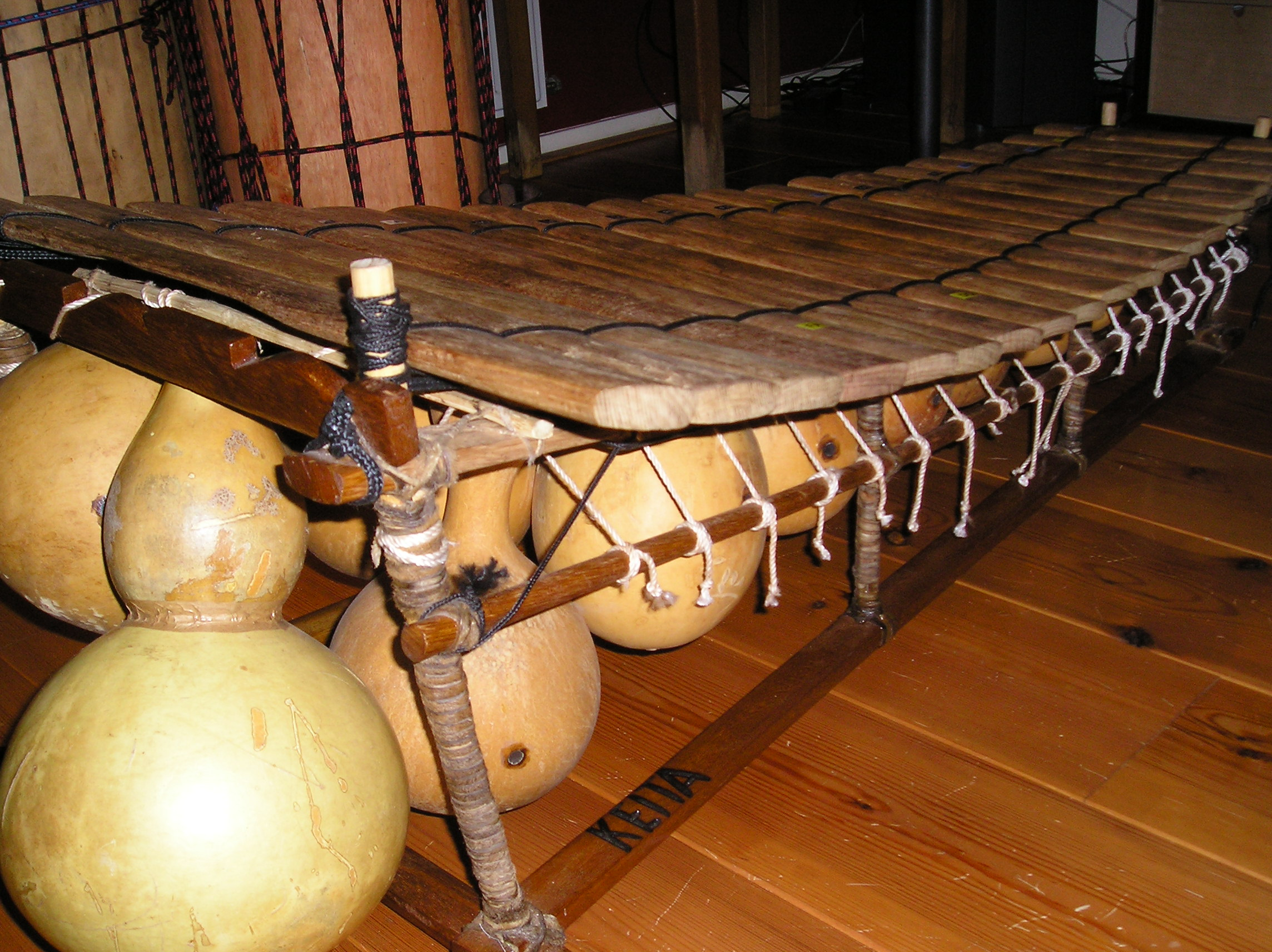
Balafon közelről

### A lopótök mint élelmiszer
Keserűanyag-mentes változatainak éretlen termése zöldség gyanánt süthető, főzhető. A termés húsa fehér, feszes, íze enyhe.
A túlságosan burjánzó hajtások is felhasználhatók a konyhában, ehhez a hajtásokat 2-3 levéllel együtt vágják le.
A magokból olajat lehet préselni, a meghámozott magok pedig levesbetétként vagy kenyérbe sütve is jók. Más receptek szerint a tök beléből rizzsel és hússal készítenek egy tölteléket, és ezt a saját héjába töltik vissza.
Indiában ecetbe főzve a szegények eledele.
A Kolumbusz előtti európai tökreceptek mind lopótökröl szólnak, mivel ez az egyetlen olyan tökfajta, aminek termesztését Európa nem Amerikától vette át.
Egy középkori recept a wikikönyvekben: Lopótök sütemény hússal.

### Népi gyógymódok
A tökmag enyhén vízhajtó. Az érett tökmagok szalagféreg kiűzésére alkalmazhatóak. Indiában kenetek készítésére is, belsőleg is használják a keserű ízű, kissé hashajtó hatású változatát. Ismerik olyan változatát is, amelyik mérgező. A lopótöklevelek főzetét cukorral keverik el Indiában, így adják be a sárgaságban szenvedőknek.
Egyes források fogamzásgátló hatást tulajdonítanak a lopótöknek (Lagenaria siceraria), de itt valószínűleg összetévesztésről van szó. A lagenaria nemzetség egy másik fajának, a breviflorának a tudományos vizsgálatok próbáját megállt tulajdonsága ugyanis, hogy hatóanyaga megakadályozza a petesejt beágyazódását a méhbe.

## Egy fordítás és következményei
A bibliai Jónás könyvében fontos szerepet játszik egy gyorsnövekedésű növény, ami Jónás prófétának árnyékot adott ninivei küldetése idején. A történet szerepel a héber Bibliában, és az Újszövetség is hivatkozik rá (Jézus szavai, két helyen is), továbbá szerepel a Koránban is.

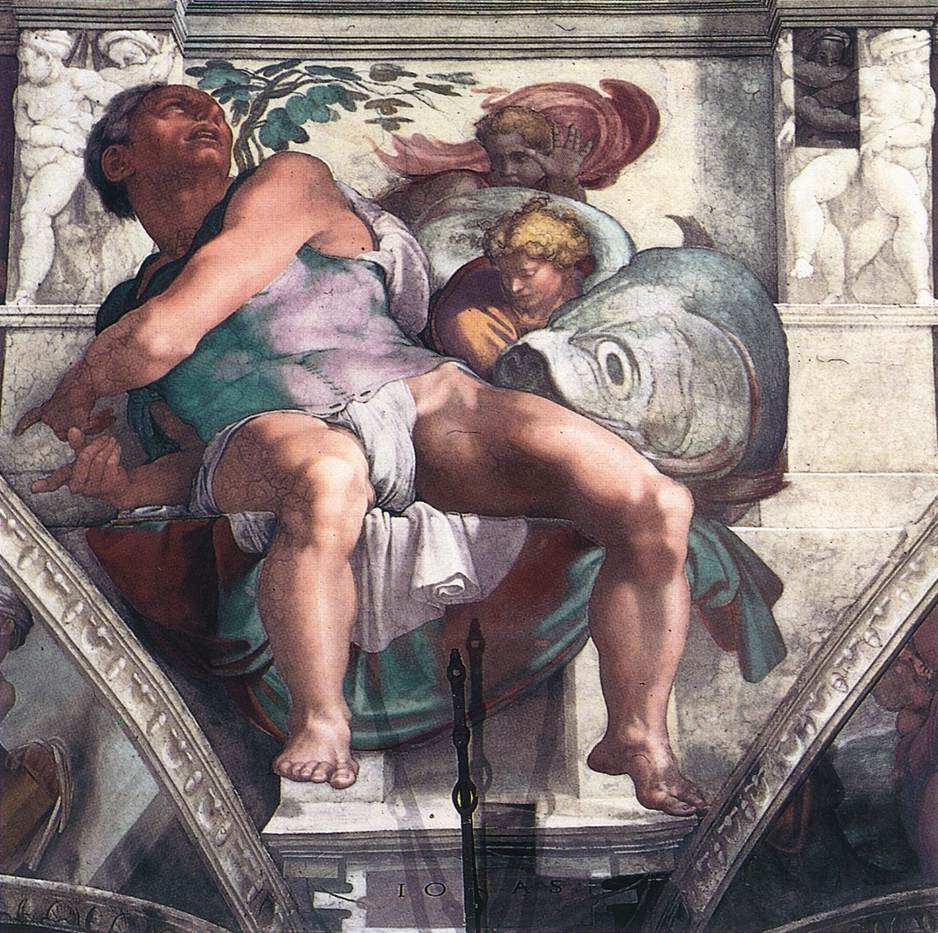
A Sixtus-kápolna mennyezetfreskója: Jónás válla fölött a lopótök ábrázolása látható

A héber Biblia ezt a növényt kikajonnak, azaz ricinusnak nevezi. A szó az egyiptomi kiki szóból származik, a ricinusolaj héber neve is: sémen kik. A ricinus igen gyorsan egy kis fához hasonlatossá, árnyékadóvá tud fejlődni, és ehhez nem szorul támasztékra, mint a borostyán vagy a lopótök.
Minthogy a szóban forgó növényre a görögnek nincsen szava, a Biblia i. e. 3–1. század között Kairóban készült görög változatában (Septuaginta) a héber kikajonból kolokünthé, azaz keserű uborka lett.
Az i. sz. 4. században végzett alapos bibliafordítói munkája közben Szent Jeromos felfedezte, hogy itt torzítás esett, így ő Vulgatájában ezen a helyen szintén jobb híján a hedera szót szerepelteti, ami „borostyánt” (illetve repkényt) jelent, és görögül kisszosz lenne.
A Vulgata közzététele után következett az első pengeváltás kikajon-ügyben. A Palesztinában élő Jeromos egyszer csak panaszos levelet kapott hippói Szent Ágostontól, melyben az szemére veti ezt a megoldást, és tudatja vele, hogy egy közelebbről meg nem nevezett püspök hajszál híján menekült csak meg a veszedelemből, mikor a heves vérmérsékletű észak-afrikai hívők felfedezték, hogy a zsoltárokban és dicsőítő énekekben hagyományos szöveg helyén új variáns szerepel; nem is beszélve arról, hogy miután a helyi zsidó közösség tagjait mint illetékeseket megkérdezték, azt a választ kapták, hogy az új megoldás nem jó. Jeromos válaszlevelében az udvarias formulák közé rejtve igen keményen visszautasítja a vádat (tulajdonképpen közli Ágostonnal, hogy az ottani zsidók nem tudnak rendesen héberül vagy csak akadékoskodnak), és a variánsát mint gyümölcsöző kompromisszumot védi meg.
A Biblia más latin változataiban (Vetus Latina-variánsokban és egyebütt, vélhetően abban is, amit az Ágoston által említett hívek használtak), melyek között korábbiak és későbbiek is vannak a jeromosi szövegnél, az illető helyen cucurbita, azaz „tök” szerepel, és úgy tűnik, a kereszténység megnyugodott ebben az értelmezésben, a legtöbb nemzeti nyelvű Biblia manapság is a „tök” variánst hozza.
A Korán a növényt qaqtin-ként, tehát lopótök-ként nevezi meg (37-139-146 Szúra): Kivetettük őt, nyomorúságos állapotban egy kopár helyre,/és egy tökindát sarjasztottunk föléje.
A keresztény, de a középkori zsidó ikonográfia is túlnyomórészt a lopótök-értelmezést tükrözi.

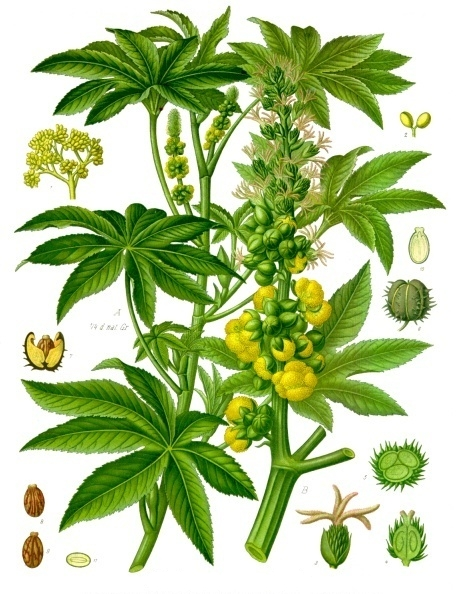
A ricinus ábrája 1887-ből
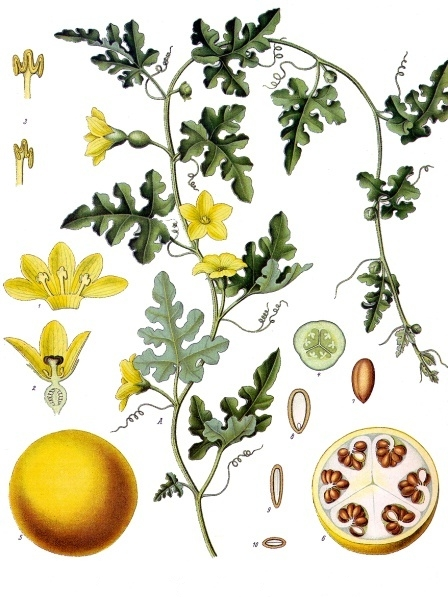
A keserű uborka ábrája 1887-ből
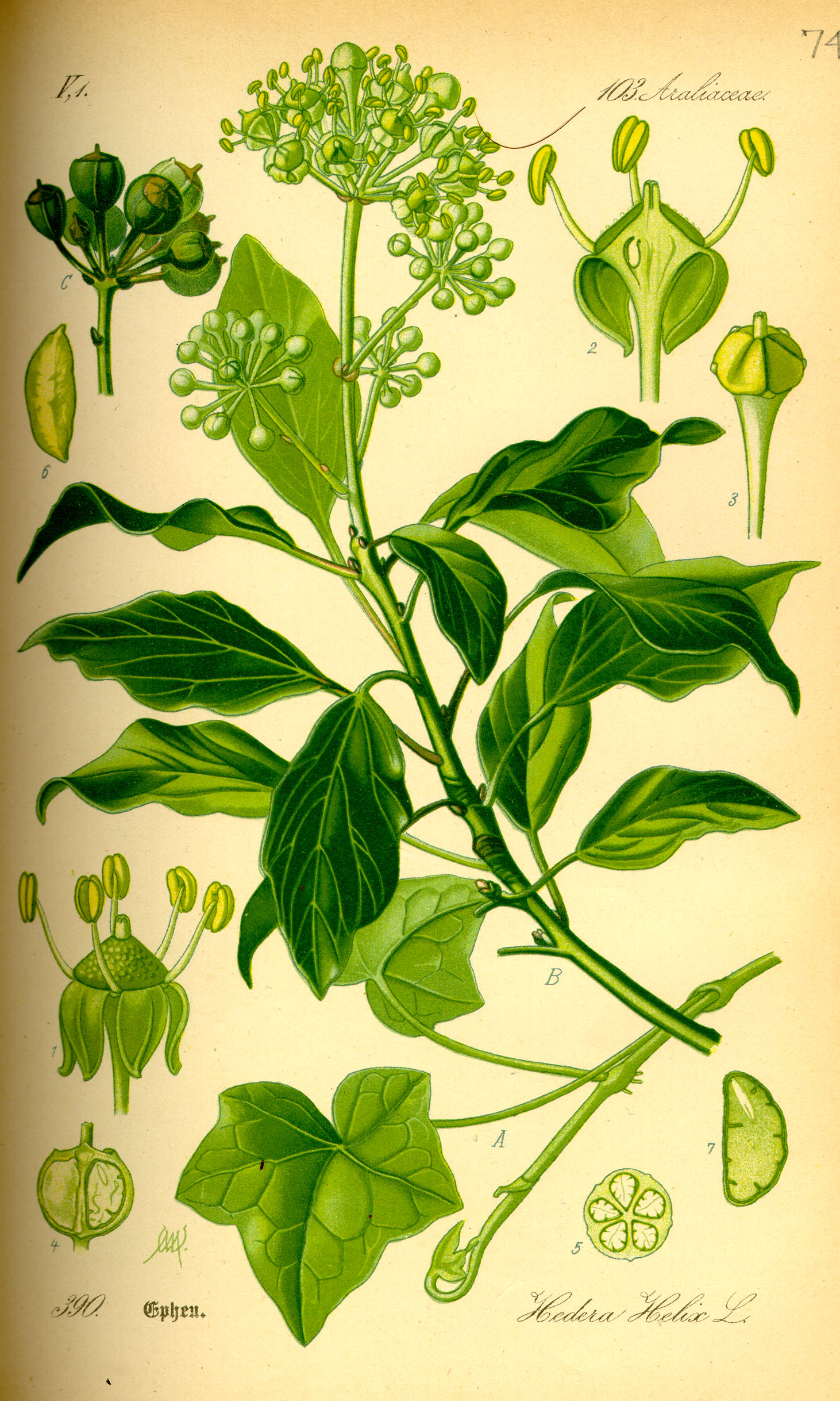
A borostyán ábrája 1885-ből

## További képek

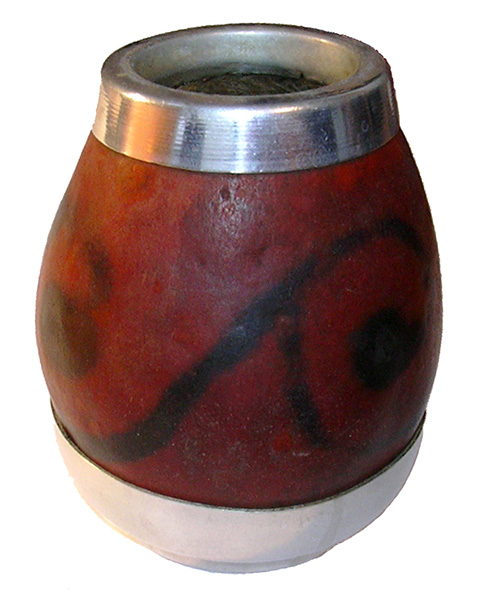
A dél-amerikai mate (Ilex paraguariensis) tea hagyományos ivóedénye
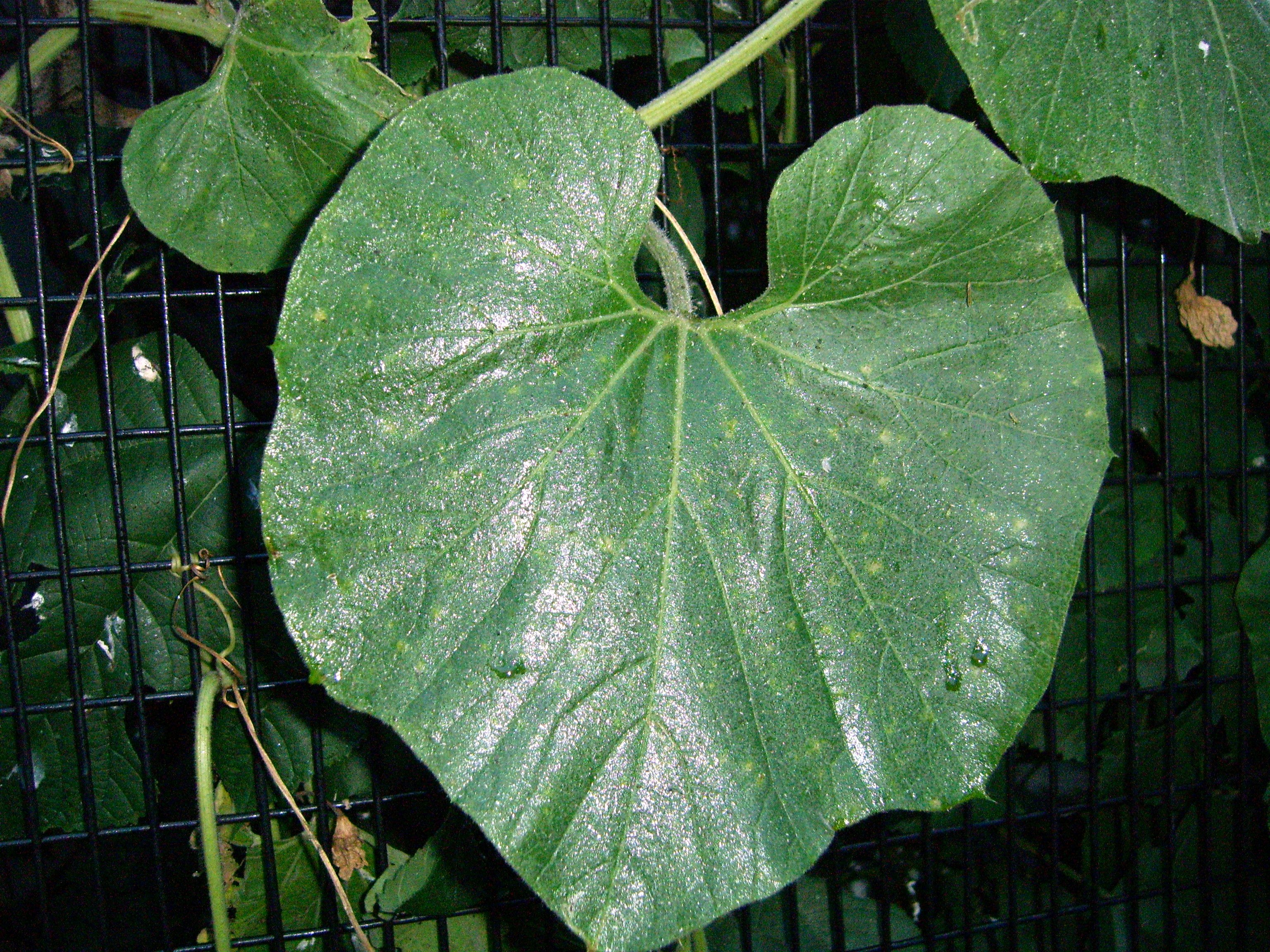
A lopótök levele
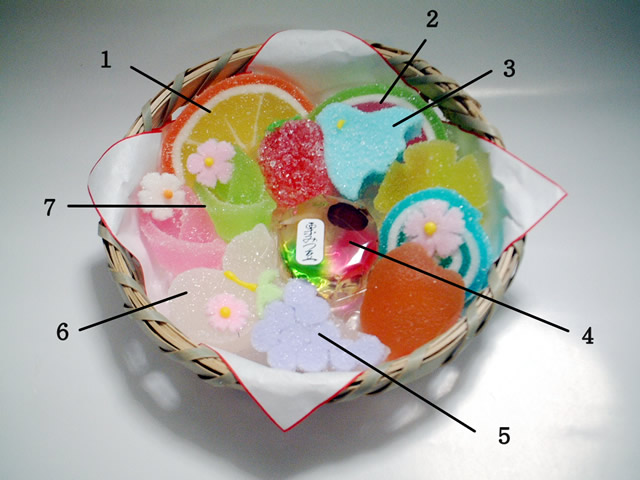
A hatos számú japán édesség lopótökből készült
Lopótökből tücsökkalitkákat készítő mesterember (Shandong-Jinan, 1996)
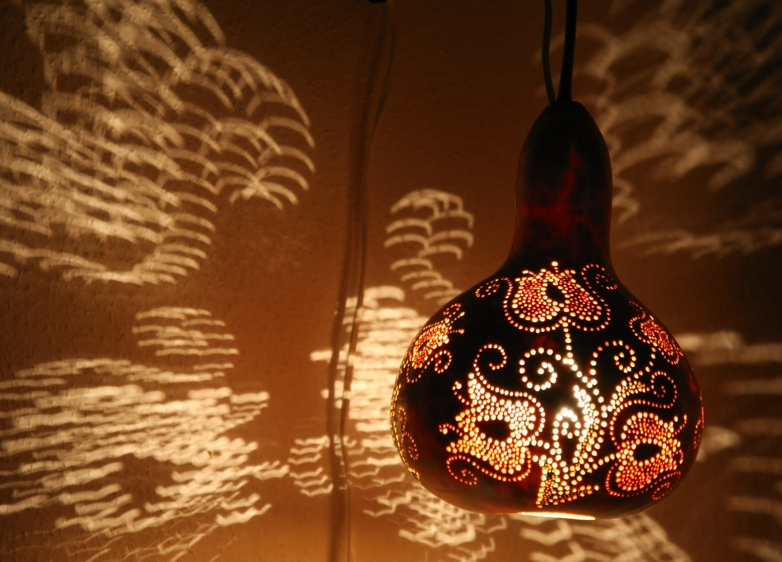
Lopótökből készített lámpa
A római Villa Farnesina mennyezeti freskója (1515-1518), Raffaello és iskolája
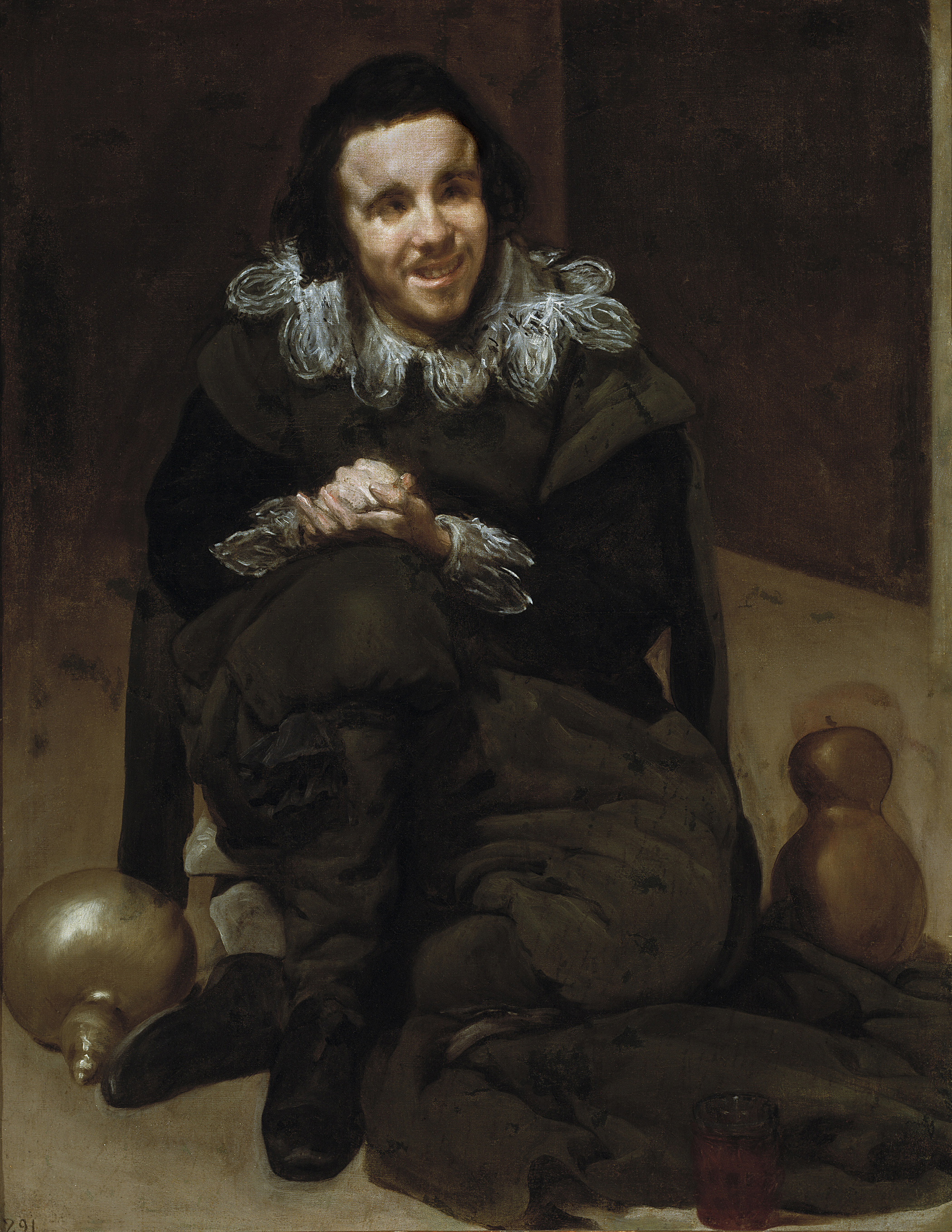
Velázquez: Juan de Calabazas, az udvari bolond – lábánál lopótök látható
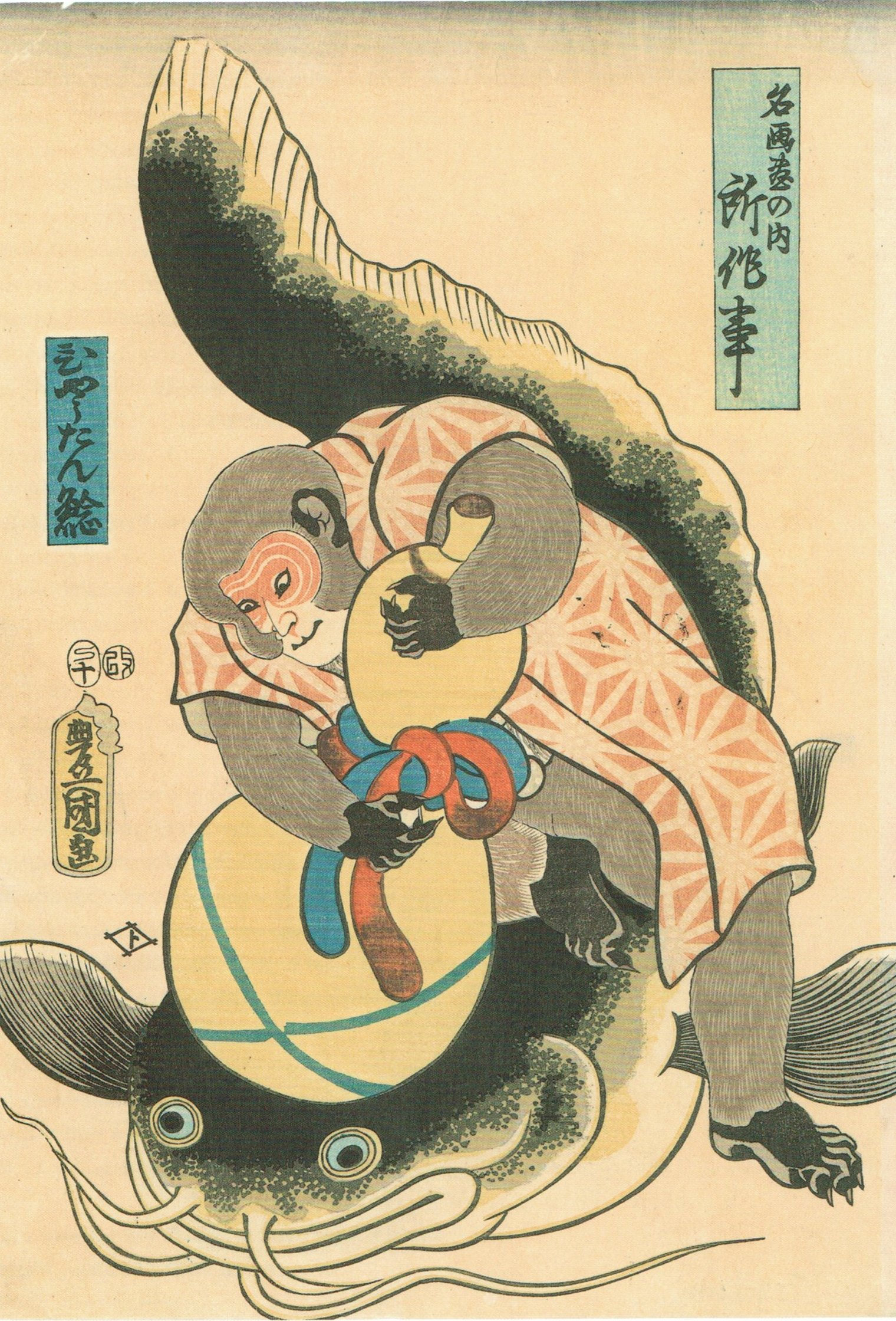
Utagava Kuniszada (1786 – 1865): Harcsafogás lopótökkel

- A kép az Annals of Botany lapján[halott link] látható: A római Villa Farnesina mennyezeti freskója (1515-1518), kinagyított girlandok fallikus lopótökábrázolással

## A szépirodalomban
Bálint Ágnes a Szeleburdi család című regényében Feri, a naplóíró bátyja lopótököt keltet ki, amelynek a neve Lopóka lesz, és mint Laci naplójából megtudjuk: „Lopóka úgy nő, mintha húznák. Megmértem centiméterrel: két nap alatt huszonkét centit nőtt.”

### Kiegészítő irodalom
- Duke, J. A., Ayensu, E. S.. Medicinal Plants of China Vol. 1 & 2 (angol nyelven). Algonac, USA: Reference Publications (Medicinal Plants of the World 4). ISBN 0-917256-20-4. (Kinai gyógynövények) (1985)
- Dymock, W., Warden, C. J. H.; Hooper, D.. Pharmacographia Indica (angol nyelven). Srishti: Nueva Delhi. (Indiai etnofarmakologia) (2005)
- Mörman, D.. Native American Ethnobotany (angol nyelven). Oregon: Timber Press. ISBN 0-88192-453-9. (A bennszülött amerikaiak etnobotanikája) (1998)
- Watt, J.M., Breyer-Brandwijk, M.G.. Medicinal and poisonous plants of southern and eastern Africa, edn 2. (angol nyelven), Edinburgh & London: Livingstone. (Gyógynövények és mérgező növények Dél-Afrikában és Kelet-Afrikában) (1962)
- Sturtevant, Edward Lewis, Hedrick ed.. Edible Plants of the World (angol nyelven). Geneva, N.Y.: Dover Publications, New York Agricultural Experiment Station. (A világ ehető növényei. Ókori és középkori szerzők a lopótökről.) (1919)

### Egyéb anyagok
- Les Africains de la Chanson Francophone (francia nyelven). (Gazdagon illusztrált és animált oldal az afrika hangszerekről, hallható példákkal). Hozzáférés ideje: 2007. július 27.
- The New Agriculturist – Cikk a Kenyai Tökmúzeumról (angol nyelven). (A Tökmúzeum egyben génbank is)
- American Gourd Society Home Page – Az Amerikai Tök Társaság honlapja [archivált változat] (angol nyelven). (Díszítőtechnikák fotósorozattal és magyarázattal, lépésről lépésre). Hozzáférés ideje: 2007. augusztus 1. [archiválás ideje: 2007. augusztus 17.]
- UC (University of California) Davis Department of Plant Sciences – Lecture 17 Origin of the Bottle Gourd – An Asian origin for a 10,000-year-old domesticated plant in the Americas (angol nyelven). University of California, 2005. [2015. július 19-i dátummal az eredetiből archiválva]. (Hozzáférés: 2016. február 7.) (Egyetemi előadás illusztrált összefoglalója: A lopótök eredete – Egy tízezer éves amerikai háziasított növény ázsiai eredete)